# Afro-Roms
Les Afro-Roms sont des personnes qui descendent à la fois du peuple rom et de personne africaine (y compris de la diaspora africaine). Des communautés afro-romaines notables existent en Louisiane et à Cuba. Il existe également des communautés roms et doms dans toute l'Afrique.

## Communautés afro-roms

### Cuba
Une population afro-rom existe dans le centre de Cuba. La communauté afro-rom de Cuba est née du mariage entre des Noirs et des Roms anciennement réduits en esclavage.

### Jamaïque
Les Roms britanniques réduits en esclavage étaient parfois envoyés en Jamaïque pendant la domination coloniale. Certains Jamaïcains noirs libres possédaient des esclaves roms et il existe des rapports selon lesquels des Roms âgés d'à peine onze ans étaient utilisés à des fins sexuelles par des propriétaires d'esclaves africains et européens. John Atkins, un propriétaire et marchand d'esclaves britannique, écrivit en 1722 que les « Créoles » qu'il rencontrait en Jamaïque parlaient « une sorte de charabia tsigane qui se marie mieux aux jurons ».

### États-Unis
Certains des premiers Roms à arriver aux États-Unis ont été amenés en Louisiane dans les années 1500. Une communauté afro-rom existe dans la paroisse de Saint-Martin en Louisiane. Les Afro-Romans de Louisiane descendent d'esclaves noirs et roms. Entre 1762 et 1800, les Espagnols envoyèrent des esclaves roms d'Espagne vers la Louisiane en Nouvelle-Espagne. La communauté afro-rom de la paroisse Saint-Martin s'est formée à partir du mariage d'anciens esclaves noirs et roms libres.